# Сергинский сельсовет
Сергинский сельсовет — сельское поселение в Куйбышевском районе Новосибирской области Российской Федерации.
Административный центр — деревня Сергино.

## История
Статус и границы сельского поселения установлены Законом Новосибирской области от 2 июня 2004 года № 200-ОЗ «О статусе и границах муниципальных образований Новосибирской области»

## Население
| 2002 | 2010 | 2012 | 2013 | 2014 | 2015 | 2016 |
| ---- | ---- | ---- | ---- | ---- | ---- | ---- |
| 436  | ↘241 | ↘235 | ↘228 | ↗231 | ↘223 | →223 |
| 2017 | 2018 | 2019 | 2020 | 2021 |      |      |
| ↗228 | ↘222 | ↘210 | ↘198 | ↘195 |      |      |

## Состав сельского поселения
| № | Населённый пункт | Тип населённого пункта          | Население |
| - | ---------------- | ------------------------------- | --------- |
| 1 | Анган            | деревня                         | ↘67       |
| 2 | Ваганово         | деревня                         | ↘7        |
| 3 | Сергино          | деревня, административный центр | ↘167      |

В состав Сергинского сельсовета входила деревня Рямовск, упразднена в 1979 г.